# خورشیدگرفتگی ۱ اوت ۱۹۴۳
خورشیدگرفتگی ۱ اوت ۱۹۴۳ (به انگلیسی: Solar eclipse of August 1, 1943) یک خورشیدگرفتگی از نوع خورشیدگرفتگی حلقه‌ای است. این خورشیدگرفتگی در تاریخ ۱ اوت ۱۹۴۳ میلادی (‎۹ مرداد ۱۳۲۲ خورشیدی) روی داد که زمان اوج آن، ساعت ۴:۱۶:۱۳ به‌وقت ساعت هماهنگ جهانی بوده‌است. مدت زمان و طول این خورشیدگرفتگی ۶ دقیقه و ۵۹ ثانیه بود.